# Hornchurch FC
Hornchurch FC is een Engelse voetbalclub uit Hornchurch, Groot-Londen. De club speelt haar thuiswedstrijden in het Hornchurch-stadion.
De club werd opgericht als AFC Hornchurch in 2005 na het faillissement van Hornchurch FC. In het seizoen 2005-06 begon het in de Essex Senior Football League en werd er direct kampioen. De club promoveerde naar de Isthmian League Division One North en eindigde het seizoen 2006-07 alweer op de eerste plaats. Het eerste seizoen in de Isthmian League Premier Division leverde The Urchins een plaats in de play-offs op, maar in de halve finale werd voor bijna 3.000 toeschouwers verloren van AFC Wimbledon.
In het seizoen 2011-12 eindigde Hornchurch op de tweede plaats en mocht het opnieuw deelnemen aan de play-offs. In de finale tegen Lowestoft Town was er na 90 minuten nog niet gescoord, en dus volgde een verlenging. Leon McKenzie opende de score voor Hornchurch, maar al snel viel de gelijkmaker uit een strafschop. Vier minuten voor tijd schoot Michael Spencer alsnog de 2-1 tegen de touwen, en daarmee dwong Hornchurch promotie af naar de Conference South.
Het daarop volgende seizoen degradeerde de club echter alweer en moest het weer terug naar de Isthmian League Premier Division. In het seizoen 2013-14 bemachtigde de club opnieuw een plaats in de play-offs en net als twee jaar eerder was Lowestoft Town de tegenstander in de finale. Het werd ditmaal echter niet zo spannend: Lowestoft Town won met 3-0 en promoveerde daarmee ten koste van Hornchurch naar de Conference South.
AFC Hornchurch werd kampioen in de hernoemde North Divison in 2017/18 en promoveerde zodoende terug naar de Premier Division. Aan het einde van het volgende seizoen veranderde de naam van de club terug naar Hornchurch Football Club. In 2021 won de club de FA Trophy. Na het kampioenschap in de Isthmian League Premier Division in 2024 promoveerde Hornchurch naar de National League South.